# Орієнт 1919
Орієнт 1919 (хорв. HNK Orijent 1919) — хорватський футбольний клуб з Рієки.

## Історія
Клуб був заснований в 1919 році нині в східній частині міста Рієка Сушак. На той час Сушак був заселений переважно хорватами, а Фіума — західна частина міста італійцями. За легендою один із засновників під час мандрівки до США побачив у бухті Нью-Йорку побачив човен з ім'ям «Орієнт» та після повернення на батьківщину запропонував так назвати футбольну команду.
Через зміну політичних режимів в Хорватії футбольна команда також змінювала назви: «Єдинство», «Приморац», «Примор'є» та «Будучност». З 1953 клубу повернули історичну назву.
Найвищим досягненням за часів Югославії є перемога у західному дивізіоні Другої Югославської ліги. На початку 1970-х клуб провів чимало матчів з більш відомим місцевим футбольним клубом «Рієка». У Кубку Югославії «Орієнт 1919» двічі виходив до чвертьфіналу.
За часів незалежної Хорватії найвище досягнення це 14-е місце в сезоні 1996–97 років.
У червні 2014 команда через борги була ліквідована. А згодом була відновлена під назвою «Орієнт 1919» та розпочала виступи з найжчої ліги чемпіонату Хорватії.

## Досягнення
- Чвертьфіналіст кубка Югославії (2): 1980–81, 1982–83.
- Чвертьфіналіст кубка Хорватії (1): 1997–98